# Zezé Di Camargo & Luciano (álbum de 1997)
Zezé Di Camargo & Luciano é o oitavo álbum de estúdio da dupla brasileira de música sertaneja Zezé Di Camargo & Luciano, lançado em 2 de setembro de 1997 pela Columbia Records e pela Sony Music. Teve como sucessos os hits "Toma Juízo", "Cada Volta É um Recomeço" e "Felicidade, Que Saudade de Você". O álbum ganhou disco de diamante da ABPD pela vendagem de 1.500.000 cópias.

## Lista de faixas
| N.º            | Título                            | Compositor(es)               | Duração |  |
| 1.             | "É Minha Vida"                    | Zezé Di Camargo              | 4:05    |  |
| 2.             | "Hoje Eu Quero Te Amar"           | César Augusto                | 4:07    |  |
| 3.             | "Cada Volta É Um Recomeço"        | Nenéo Paulo Sérgio Valle     | 4:31    |  |
| 4.             | "Primeiro Amor"                   | Maurício Mattar Zeppo        | 3:42    |  |
| 5.             | "Meu Coração Só Quer Chorar"      | Zezé Di Camargo              | 4:10    |  |
| 6.             | "Felicidade, que Saudade de Você" | Paulo Henrique César Augusto | 4:41    |  |
| 7.             | "Serafim e Seus Filhos"           | Ruy Maurity José Jorge       | 4:18    |  |
| 8.             | "Doce Maldade"                    | Zezé Di Camargo              | 3:58    |  |
| 9.             | "Amor Incandescente"              | Tivas Zequinha Rodrigues     | 4:04    |  |
| 10.            | "Toma Juízo"                      | Zezé Di Camargo              | 3:47    |  |
| 11.            | "Desejo de Mulher"                | Zezé Di Camargo              | 4:23    |  |
| 12.            | "A Paixão"                        | Reinaldo Barriga Augusto     | 3:05    |  |
| 13.            | "Encanto de Menina"               | Carlos Randall Danimar       | 4:17    |  |
| 14.            | "Preciso do Seu Coração"          | Piska Adriano Eduardo        | 4:08    |  |
| 15.            | "Que Vontade de Te Amar"          | César Augusto Piska          | 3:44    |  |
| 16.            | "O Futuro É Uma Incerteza"        | Tapuã                        | 2:37    |  |
| Duração total: | Duração total:                    | Duração total:               | 1:03:00 |  |

## Certificações
| País          | Certificação | Data | Vendas certificadas |
| ------------- | ------------ | ---- | ------------------- |
| Brasil (ABPD) | Diamante     | 1997 | 1.500.000*          |